# Густав Васа
Густав I, рођен Густав Ериксон Васа око 1496. године, био је краљ Шведске од 1523. до своје смрти 29. септембра 1560, а самозвани Заштитник краљевства (шве. Rikshövitsman) од 1521—1523, током шведског ослободилачког рата против краља Кристијана II. Уздигао се на власт предводећи побуну која је пратила Стокхолмски масакр, у ком је његов отац изгубио свој живот. Избор Густава за краља 1523. године обележио је како крај Калмарске уније тако и средњовековне шведске изборне монархије.
Густав је зачетник династије Васа, која је захваљујући њему постала прва династија која је владала уједињеним шведским краљевством као наследном монархијом. Његову владавину карактерише увођење јаке централне власти са ефикасном бирократијом и протестанске државне цркве на основу лутеранских учења.
Датум када је Густав изабран за краља од стране шведског парламента 1523. године - 6. јун, данас се прославља као Дан државности Шведске. Густав је касније, тачније крајем 19. века, уздигнут на ниво ,,оца нације'' и као такав постао важан национални симбол.

## Породични односи
Густав је био син витеза и посланика Ерика Јохансона (шве. Erik Johansson) и Сесилије Монсдотер (шве. Cecilia Månsdotter).
Родитељи Ерика Јохансона били су Јохан Кристерсон (шве.Johan Kristersson) и Биргита Густафсдотер (шве. Birgitta Gustafsdotter) из племићких династија Васа и Стуре. Биргита Густафсдотер била је сестра Стена Стуреа Старијег (шве.Sten Sture den äldre) , регента Шведске. Будући да је био рођак али и савезник Стена Стуреа, Ерик је наследио све његове поседе у Упланду и Седерманланду када је он умро 1503. године. Иако је још одмалена био члан породице са позамашним поседима, Густав Ериксон ће касније постати власник имовине много већих димензија.
Према разним генеанолошким истраживањима, Биргита Густафсдотер и Стен Стуре (а самим тим и Густав Васа) били су потомци шведског краља Сверкера II (шве. Sverker II) преко његове унуке Бенедикте Сунесдотер (шве. Benedikte Sunesdotter) (која је била удата за Свантеполка Кнутсона, сина војводе од Ревала). Једна од Васиних прабаби била је полу-сестра шведског краља Карла VIII.
Од Густавових 7 браће и сестара, четворо је умрло у младости, а двоје у данском заробљеништву. Сестра Маргарета Ериксдотер (шве. Margareta Eriksdotter) се 1516. године удала за Јоакима (Јакоба) Брагдеа (Браху) који је страдао у Стокхолмском масакру 8. новембра 1520. У том браку рођен је син Пер Брахе Старији (шве. Per Brahe den äldre) (1520—1590), касније члан Крунског савета и гроф. Маргарета се поново удала 1525. године и то за грофа Јохана од Хоје и Брукхаузена (шве. Johan av Hoya och Bruchhausen).

## Младост
Густав Васа рођен је највероватније 12. маја 1496. у Упланду. Тачно место његовог рођења није познато, али се сматра да су у питању или дворац Ридбухолм, који је његов отац тада поседовао, или имање Линдхолмен, где су живели родитељи његове мајке. Сматра се да је добио име по свом деди Густаву Анундсону (шве. Gustav Anundsson) .
Према једној од хроника написаних по Густавовом налогу, у 13. години послали су га у школу и Универзитет у Упсали како би студирао, између осталог, латински и немачки. Сматра се да је Густав напустио школу већ после две године, после жестоке свађе са својим данским учитељем. По другим изворима, његово знање латинског је било лоше, тако да је нејасно како се сналазио на студијама, с обзиром на то да је језик наставе на Универзитету у Упсали био управо латински. После посете Упсали, послат је на двор свог рођака и регента Шведске, Стена Стуреа млађег, како би научио практичне вештине попут дворских обичаја, бонтона и мачевања.
По традиционалној историографији, Густав је рано почео да учествује у политичким дешавањима доказавши свој таленат у бици код Ведле (данашњи Јургорден у Стокхолму) 1517. и у бици код Бренћирке (шве.Brännkyrka) 1518. Несигуран је податак да је Густав носио барјак у бици, јер је таква част обично била намењена искуснијим витезовима. Сигурнији су описи последица битке, у којима се наводи да ће дански краљ Кристијан II пристати да преговара са Стеном Стуреом на копну, у цркви Вестерханинге (шве.Västerhaninge) , ако му овај пошаље петорицу својих најважнијих људи као таоце. Таоци су били Улоф Рининг, Хеминг Гад, Јеран Сигесон, Лаш Сигесон, Бенгт Нилсон и Густав Ериксон, (који је био најмлађи и у то време имао 22 године), али Кристијан није одржао дато обећање и запутио се заједно са њима назад у Данску.
Густав је држан у заробљеништву на источном Јиланду у замку Кале, чији власник је био Ерик Банер. Кристијан је покушао да приволи таоце на своју страну, што му је и успело са Улофом Ринингом, Хемингом Гадом и Јераном Сигесоном, док су остали одбили. У септембру 1519. Густав је успео да побегне у Либек и већ после 8 месеци проведених тамо добио прилику да се врати у Шведску. У међувремену је Кристијан победио Стена Стуреа у бици на Осундском леду 19. јануара 1520. После Стуреове смрти 3. фебруара, шведској опозицији данској владавини недостајао је вођа.

## Густав као побуњеник
Када се Густав Васа искрцао код полуострва Стенсе јужно од Калмара 31. маја 1520, Кристијан II и даље није био неприкосновени владар Шведске. Два главна утврђења крављевства, Стокхолм и Калмар, и даље су припадала Кристијановим противницима, тако да је заповедница Калмарског замка, Ана Ериксдотер, Густава лепо угостила. Судећи по једној од хроника, тј. према Густавовој сопственој пропаганди, војници у Калмару су били дезертери и претили су да ће убити Густава када је позвао да наставе са отпором. Зато је Густав недуго потом побегао из Калмара и безуспешно покушавао да побуни сељаке и натера их да му се придруже у борби. Овај опис је ипак непоуздан, јер је Калмар први капитулирао три месеца после његовог бега.
Густав очигледно није ни покушавао да ступи у контакт са другим замковима који су пружали отпор Кристијану (осим Стокхолма, још и Нићепинг и Стегеборј). Нејасна су његова кретања током лета 1520. Могуће је да се крио у Смоланду чекајући на предстојећи мир. Када је сазнао за њега, налазио се у околини Екшеа.
Кристијан II је 3. јуна сазвао седницу испред стокхолмских зидина како би преговарао са Швеђанима. Петог септембра су склопили споразум да ће све бити заборављено, односно да ће сви заробљеници и побуњеници бити пуштени и да ће добити амнестију. Удовица Стена Стуреа млађег, Кристина Нилсдотер, која је водила одбрану Стокхолма од Данаца, требало је да добије Хернингсхолм и Муске на управу. Обећан јој је чак и замак Тавастехус у Финској. Седмог септембра краљ Кристијан ушао је у Стокхолм, док су сва звона звонила у његову част. Ипак, ускоро се показало да су краљеве намере биле све осим пријатељске.
Након што је побегао из замка Кале 1519. године, Густав је отпутовао до немачког града Лубека. Ту је остао пуних осам месеци пре но што му се указала прилика за повратак у Шведску. Током Густавовог боравка у Лубеку Кристијан II успео је да освоји неке од највећих градова Шведске укључујући и Стокхолм.
По свом повратку у Шведску Густав је покушао да окупи људе и подстакне их на борбу против Кристијана II. У Смоланду, тачније граду Калмару где се прво искрцао по свом повратку, није успео да нађе присталице, те је наставио пут крећући се ка северу. Након доласка у Норћепинг, где је одсео код рођака Јоакима Брахеа, Густав је на неко време одустао од своје мисије. У међувремену, одржало се крунисање Кристијана II у новембру 1520. године. Према неким изворима крај Кристијан је упутио позив Густаву да присуствује овом догађају, али је Густав одбио.
Након крунисања, Кристијан II је погазио своје обећање и почела су суђења свим присталицама претходног режима, иако су претходно од краља добили помиловање. У Стокхолмском масакру убијено је око 100 људи за које се сматрало да су претња новом краљу. Међу њима и Густавов отац Густав Ериксон и рођак Јоаким Брахе. У време покоља Густав је био у граду Рефснесу.
Вести о овом трагичном догађају погодиле су Густава и подстакле га да настави са својим планом о устанку против Кристијана II.

### У Даларни
Густав је напустио Рефснес, где му је претила смртна опасност и отпутовао у шведску покрајину Даларну, у град Мору. Догађаји који су уследили нису тачно потврђени и базирани су претежно на народним предањима. Густав је веровао да је имао добре шансе да баш у овој покрајини окупи довољно присталица да напокон подигне побуну. Међутим, његов план се убрзо изјаловио, и након што не успева да окупи људе он одлучује да крене у Норвешку. Док је Густав путовао ка Норвешкој, становници Даларне, који су га претходно одбили, су се предомислили. Успели су да га сустигну пре но што је прешао у Норвешку и убеде да се врати са њима у Мору.
Ово путовање Густава Васе је било инспирација за Васалопет (Васину трку), скијашки маратон дуг 90 км у северозападном делу Даларне између села Селен и града Мора.

## Густав као краљ
Густав Ериксон крунисан је за краља у парламенту 6. јуна 1523. у Стренгнесу. Две године раније, 1521, постао је саветник у скупштини, баш као и његов отац. Овог дана се у Шведској слави Дан државности. 12. јануара 1528. крунисан је у катедрали у Упсали. Када је он постао краљ, истовремено је основан и привремени национални одбор.

### Реформација
Густав Васа је покушао да ова промена буде нешто више од пуке промене имена. Реформација му је то омогућила. Кроз реформацију је могао да уклони цркву као силу која је до тада била препрека развоју јаке државе у Шведској, између осталог због њеног јаког економског положаја који је стекла кроз поклоне и донације које је добијала од велепоседника као и кроз право да узима порез од парохијских становника.
Он није био само заступник реформаторских ставова или угњетач противника: дозволио је да се учења о реформацији слободно шире, штитио је њене проповеднике и употребљавао силу само када се оружјем покушала одржати моћ католицизма. Чињеница да је већ током прве године владавине заузео овај став вероватно потиче од тога да је увидео да је само у старој цркви могла да се нађе финансијска потпора која је била неопходна да се оснује и организује нова влада.

### Редукција
Први удар Густава Васе на цркву је подразумевао спровођење одлука донетих у парламенту у Вестеросу 1527. Ове одлуке се односе углавном на давање једног дела прихода вишег свештенства на располагање краљу. Оне су се примениле тако да је велики део имовине, од које су ти приходи долазили, припао круни. Чак је и краљ признат за поглавара цркве уместо папе, а његове касније мере су се односиле на организовање црквене управе по узору на световну. Што се тиче црквеног учења 1527. је одлучено да ће се Божија реч искрено приповедати, а за учење о Богу је указано само на Свето писмо. Прва Библија на шведском језику издата је 1541. У цркви су се прве промене ка протестантизму десиле 1544.

### Спољна политика
Још један разлог зашто је Густав захтевао да добије црквену имовину био је да тај да је Шведска постала зависна од Лубека који је дао свој допринос током ослободилачког рата и имао велике претензије ка шведској круни. Поред тога је Лубек успео да добије привилегије које су му омогућиле контролу над шведском трговином. Од кад је дуг Лубеку враћен, осујећен је утицај краља Густава који се заснивао на трговинским повластицама које је добио учешћем у Гревефејдену, које су заувек зауставиле власт Ханзе над шведском трговином и тиме омогућио њен самостални развој. У тој борби Густав је сарађивао са данским краљем Кристијаном III. С обзиром на опасности које су им претиле од заједничког непријатеља, цара Карла V, 1541. су два краља склопила формални споразум. Али када је опасност прошла, поново се јавило неповерење између Шведске и Данске и Густав се прибојавао да ће избити рат са њима. Пред крај његове владавине водио се рат са Русијом али то није довело до мењања граница између две државе.

### Централизација
Када је краљ Густав стекао услове за самосталну спољну политику, његова влада је ушла у ново раздобље чак и по питању унутрашње политике, најпре кроз развој права краља и државе уместо појединачних интереса. Од препрека на које је раније наилазио развој краљеве моћи, уклоњена је једна, када је хијерархија сломљена реформацијом. Од племства, које је ослабљено поступцима Кристијана II, Густав I је начинио савезнике и слуге круне.
Редукција црквених добара и прихода је ставила средсва круни на располагање, што је дало Густаву могућност да учврсти моћ краља. Иако је краљевска моћ под његовом владавином доживела драстичну промену, само се једна промела догодила у одредбама државног закона, али и јако важна: увођење наследне монархије. Он је такође одлучио да се војводства у краљевству дају његовим млађим синовима.

### Устанак
Против реформације, али и против високих пореза и против режима подигнуто је више устанака: у Даларни 1524—1525, 1527—1528. и 1531—1533. и иако је такозвани Даљункерн, вероватно син Стена Стуреа, Нил Стенсон Стуре, допринео немирима, краљ је сваки пут успео да дипломатским путем поврати контролу пре него што казни криве. На сличан начин је угушио и устанак мушкараца из Вестергота 1529.
Најгора претња краљевској моћи наступила је 1542—1543. током Дакефејдена, када су сељаци из Смоланда, западног Вестерготланда, Еланда и јужног Естерготланда устали против краља и дуго времена држали контролу над овим деловима краљевства (изузетак су градови Калмар и Јенћепинг). На крају је краљ уз помоћ војника поново добио контролу над покрајинама, опустошио Дакеов завичај, протерао његове рођаке и казнио све становнике покрајине.

## Личност
Густав I био је снажан у свом спровођењу моћи и неретко безобзиран и некад дозвољавао да виши интереси стоје иза практичних. Био је добар говорник, сам необразован, али је ценио образовање и постарао се да му синови буду школовани.
Густав је умро 29. септембра 1560. у замку у Стокхолму. Највероватније је имао 64 године. Званичан узрок смрти је колера. Густав, као и његове две супруге, сахрањен је у Васакорету у катедрали у Упсали где је Јохан Густаф Сандберг осликао сцене из његовог живота.

## Породично стабло
|  |                       |  |  |  |  |  |  |  |  |  |  |  |  |  |  |  |
|  | 2. Ерик Јохансон      |  |  |  |  |  |  |  |  |  |  |  |  |  |  |  |
|  |                       |  |  |  |  |  |  |  |  |  |  |  |  |  |  |  |
|  |                       |  |  |  |  |  |  |  |  |  |  |  |  |  |  |  |
|  | 1. Густав Васа        |  |  |  |  |  |  |  |  |  |  |  |  |  |  |  |
|  |                       |  |  |  |  |  |  |  |  |  |  |  |  |  |  |  |
|  |                       |  |  |  |  |  |  |  |  |  |  |  |  |  |  |  |
|  | 3. Сесилија Монсдотер |  |  |  |  |  |  |  |  |  |  |  |  |  |  |  |
|  |                       |  |  |  |  |  |  |  |  |  |  |  |  |  |  |  |
|  |                       |  |  |  |  |  |  |  |  |  |  |  |  |  |  |  |